# هوای تازه (مجموعه تلویزیونی)
هوای تازه یک مجموعه تلویزیونی محصول سال ۱۳۷۵ به کارگردانی حسن فتحی و محمد رحمانیان، نویسندگی و تهیه‌کنندگی اسماعیل عفیفه می‌باشد که از شبکه ۳ پخش شد. در ۳۲ قسمت ۳۰ دقیقه‌ای تهیه شد.
جوانی (نصرا… رادش) که داماد سرخانه می‌باشد در خانه پدر زن خود با مشکلات عدیده‌ای روبه رو می‌شود. در هر قسمت از این مجموعه شاهد ماجرای تازه‌ای هستیم و …

## بازیگران
- فاطمه طاهری
- هایده حائری
- احمد آقالو
- نصرالله رادش
- کیهان ملکی
- رضا بابک
- مریلا زارعی